# Henry Pearce
Henry Robert "Bobby" Pearce (Austrália, 30 de Setembro de 1905 – Canadá, 20 de Maio de 1976) foi um remador australiano, bicampeão olímpico, em 1928, e em 1932.

## Carreira
Nas eliminatórias da prova em que foi campeão olímpico, em 1928, Henry parou para deixar passar uma família de patos que atravessava em fila frente ao seu barco. Mesmo assim ele conseguiu ganhar a eliminatória e acabaria por conquistar a medalha de ouro na final, a única da Austrália naqueles Jogos.